# Угревищинская волость
Угревищинская волость — административно-территориальная единица в составе Севского уезда.
Административный центр — село Угревище.
Волость была образована в ходе реформы 1861 года; объединяла 7 населённых пунктов.
В 1880-х годах волость была упразднена, а её территория вошла в Шаровскую волость.
Ныне вся территория бывшей Угревищинской волости входит в Комаричский район Брянской области.